# 華特·洒吞
沃尔特·史丹伯勒·洒吞（Walter Stanborough Sutton，1877年4月5日—1916年11月10日）是一位美国遗传学家，分別于堪萨斯大学與哥伦比亚大学獲得學士及博士學位，博士导师為埃德蒙·比彻·威尔逊，与德国科学家特奥多尔·巴夫來各自发现了博韦里-萨顿染色体理论。